# Sandur, Indien
Sandur (eller Sanduru) är en stad i den indiska delstaten Karnataka, och tillhör distriktet Bellary. Folkmängden uppgick till 37 431 invånare vid folkräkningen 2011.